# Monte Alto
Monte Alto là một đô thị ở bang São Paulo của Brasil. Đô thị này nằm ở vĩ độ 21º15'40" độ vĩ nam và kinh độ 48º29'47" độ vĩ tây, trên khu vực có độ cao 735 m. Dân số năm 2004 ước tính là 45.599 người.

## Thông tin nhân khẩu
Dữ liệu dân số theo điều tra dân số năm 2000
Tổng dân số: 43.613
- Dân số thành thị: 40.765
- Dân số nông thôn: 2.848
  - Nam giới: 27.850
  - Nữ giới: 15.763

Mật độ dân số (người/km²): 125,72
Tỷ lệ tử vong trẻ sơ sinh dưới 1 tuổi (trên một triệu người): 90,67
Tuổi thọ bình quân (tuổi): 61,43
Tỷ lệ sinh (số trẻ trên mỗi bà mẹ): 1,98
Tỷ lệ biết đọc biết viết: 55,73%
Chỉ số phát triển con người (HDI-M): 0,709
- Chỉ số phát triển con người - Thu nhập: 0,752
- Chỉ số phát triển con người - Tuổi thọ: 0,791
- Chỉ số phát triển con người - Giáo dục: 0,897

(Nguồn: IPEADATA)

### Sông ngòi
- Rio da Onça
- Rio Turvo
- Corrego Rico

### Các xa lộ
- SP-323
- SP-305